# Wilbert Pennings
Wilbert Bernard Roger Pennings (Alphen aan den Rijn, 23 februari 1975) is een voormalige Nederlandse atleet, die was gespecialiseerd in het hoogspringen. Hij is dertienvoudig Nederlands kampioen en Nederlands recordhouder (in- en outdoor) in deze discipline.

## Biografie
Na havo en vwo studeerde Pennings in 2001 af aan de TU Delft in de richting Luchtvaart- en Ruimtevaarttechniek.
Pennings werd in 1995 voor het eerst Nederlands kampioen met een hoogte van 2,17 m. In 1999 verbeterde hij het Nederlands record hoogspringen tot 2,30 en in 2002 het Nederlands indoorrecord hoogspringen zelfs tot 2,31.
In 1999 werd hij tiende op de wereldkampioenschappen in Sevilla. In 2000 vertegenwoordigde hij Nederland op de Olympische Spelen van Sydney, waar hij zich met 2,20 niet kwalificeerde voor de finale.
In 2002 werd Wilbert Pennings zevende op de Europese indoorkampioenschappen in Wenen en dertiende op de Europese kampioenschappen in München. Wegens blessures kon hij niet meedoen aan de Olympische Spelen van Athene in 2004. In 2006 werd hij twaalfde op de Europese kampioenschappen van 2006.
Ook zijn beide ouders zijn actief in de atletiek. Zijn vader is scheidsrechter/wedstrijdleider en zijn moeder is werkzaam bij een instantie voor dopingcontroles. Zijn zus Jeannette Pennings doet eveneens aan atletiek en bovendien aan bobsleeën. In deze laatste discipline vertegenwoordigde zij Nederland op twee Olympische Winterspelen: op de Olympische Spelen van Salt Lake City in 2002 behaalde ze in de tweemansbob samen met Ilse Broeders een tiende plaats, vier jaar later in Turijn was ditzelfde tweetal minder fortuinlijk. Een crash, die ze overigens zonder kleerscheuren overleefden, dwarsboomde een goed resultaat.
Op 25 oktober 2008 maakte Wilbert Pennings per brief bekend dat hij stopte met topsport. 'Omdat mijn fysieke gesteldheid en mijn motivatie de afgelopen jaren duidelijk te lijden hebben gehad, is het nu tijd voor een nieuwe uitdaging', zo stelde hij. 'Twee jaar geleden heb ik de beslissing genomen nog eenmaal alles op alles te zetten bij het nastreven van mijn sportieve ambities. Nu is de tijd gekomen om daadwerkelijk een nieuwe weg in te slaan en het bestaan van een topsporter achter mij te laten.' Wilbert Pennings is tegenwoordig werkzaam als docent technische vakken aan Avans Hogeschool 's Hertogenbosch.
Pennings was tijdens zijn topsportloopbaan werkzaam als eerste luitenant bij de Koninklijke luchtmacht als medewerker bureau integrale kwaliteitszorg en werd gesponsord door defensie, ASICS en AA drink. Bij defensie maakte hij deel uit van de Defensie Topsport Selectie.

## Nederlandse kampioenschappen
Outdoor
| Onderdeel    | Jaar                                     |
| ------------ | ---------------------------------------- |
| hoogspringen | 1995, 1998, 1999, 2000, 2001, 2002, 2003 |

Indoor
| Onderdeel    | Jaar                               |
| ------------ | ---------------------------------- |
| hoogspringen | 1997, 1998, 2000, 2001, 2002, 2003 |

## Persoonlijke records
| Onderdeel              | Prestatie   | Datum           | Plaats    |
| ---------------------- | ----------- | --------------- | --------- |
| hoogspringen (outdoor) | 2,30 m (NR) | 7 augustus 1999 | Eberstadt |
| hoogspringen (indoor)  | 2,31 m (NR) | 9 februari 2002 | Siegen    |

## Palmares

### hoogspringen
- 1995:  NK indoor - 2,13 m
- 1995:  NK - 2,14 m
- 1996:  NK indoor - 2,16 m
- 1997:  NK indoor - 2,20 m
- 1998:  NK indoor - 2,20 m
- 1998:  NK - 2,08 m
- 1998: 10e EK - 2,20 m
- 1999:  NK - 2,20 m
- 1999: 10e WK - 2,25 m
- 2000:  NK indoor - 2,25 m
- 2000:  NK - 2,14 m
- 2001:  NK indoor - 2,15 m
- 2001:  NK - 2,15 m
- 2002:  NK indoor - 2,18 m
- 2002:  NK - 2,14 m
- 2002: 7e EK indoor - 2,24 m
- 2002: 13e EK - 2,18 m
- 2003:  NK indoor - 2,16 m
- 2003:  NK - 2,24 m
- 2005:  NK - 2,19 m
- 2005:  Europacup B - 2,21 m
- 2006:  NK indoor - 2,18 m
- 2006:  NK - 2,19 m
- 2006:  Europacup B - 2,22 m
- 2006: 12e EK - 2,20 m
- 2007:  NK - 2,16 m
- 2008:  NK indoor - 2,18 m
- 2008:  NK - 2,16 m
- 2009:  NK - 2,10 m
- 2010:  NK - 2,10 m